# Wyspa Kuprejanowa
Wyspa Kuprejanowa (ang. Kupreanof Island) – wyspa w Stanach Zjednoczonych o powierzchni 2802,83 km², położona na Oceanie Spokojnym, w Archipelagu Aleksandra, administracyjnie w południowej części stanu Alaska.
Jest 12. pod względem wielkości wyspą USA i 166. na świecie. Jedynymi miastami są Kake i Kupreanof.
Wyspę nazwano na cześć Iwana Kupriejanowa, szefa Rosyjsko-Amerykańskiej Kompanii Handlowej.